# Hal McRae
Harold Abraham McRae (Avon Park, Florida, 10 de julio de 1945), más conocido como Hal McRae, es un exjugador profesional estadounidense de béisbol que se desempeñó en la posición de bateador designado en las Grandes Ligas de Béisbol (MLB). Logró obtener un Bate de Plata.

## Carrera
McRae jugó como profesional cuatro temporadas en Cincinnati Reds (1968, 1970-1972), después pasó a Kansas City Royals, donde jugó quince temporadas (1973-1987), y fue el equipo en el que se retiró.

## Premios
Fue galardonado con el Bate de Plata en una oportunidad (1982).